# Charles Touzet
 (janvier 2019).
Si vous disposez d'ouvrages ou d'articles de référence ou si vous connaissez des sites web de qualité traitant du thème abordé ici, merci de compléter l'article en donnant les références utiles à sa vérifiabilité et en les liant à la section « Notes et références ».
Pour les articles homonymes, voir Touzet.
Charles Touzet, né le 17 mai 1850 à Rouen et mort le 28 octobre 1914 à Monaco, est un architecte français.

## Biographie
Charles Jules Touzet naît à Rouen, sur l'île Lacroix le 17 mai 1850, fils de Louis Charles François, marchand de plâtre, et d'Aglaë Eléonore Claitte.
Il remporte en 1881 le concours pour le collège Jacques-Amyot à Melun. Il devient l'année suivante architecte en chef de la ville de Rouen. 
Il vit en 1885 au no 15 bis rue Pouchet à Rouen.
Il est membre fondateur en 1886 de la Société des Amis des monuments rouennais.
Il fait construire en 1890 la villa La Cuola à La Turbie qui sera décorée de peintures exécutées par son ami Léon Hodebert. 
Il se marie le 2 juillet 1912 à Nice avec Ellen Martha Smarthy. Il habite au no 29 boulevard Gambetta à Nice.
Il meurt en 1914 à l'âge de 64 ans.

## Réalisations
- école de la Courtille à Melun - 1888-1892 (en collaboration avec Louis Trintzius)
- transformation de l'hôtel Guérin en école de filles, 18 rue René-Pouteau à Melun - 1888, détruit en 1977 (en collaboration avec Louis Trintzius)
- 2 salles (salons Touzet) et façade en avant-corps du casino de Monte-Carlo à Monaco - 1889-1890
- villa La Cuola à La Turbie - 1890
- palais des Beaux-Arts à Monaco - 1891, détruit en 1929